# Trith-Saint-Léger
Trith-Saint-Léger (ndl.: "Tricht") ist eine französische Gemeinde mit 6062 Einwohnern (Stand: 1. Januar 2022) im Département Nord in der Region Hauts-de-France. Sie gehört zum Kommunalverband La Porte du Hainaut, zum Arrondissement Valenciennes und zum Kanton Aulnoy-lez-Valenciennes. Die Einwohner heißen Trithois(es).

## Geografie
Die Gemeinde Trith-Saint-Léger ist ein südwestlicher Vorort der Stadt Valenciennes an der Mündung des Flusses Écaillon in die Schelde (frz. Escaut). Umgeben wird Trith-Saint-Léger von den Nachbargemeinden La Sentinelle und Valenciennes im Norden, Aulnoy-lez-Valenciennes im Osten, Famars im Südosten, Maing im Süden und Prouvy im Westen. Der größte Teil des Flughafens Valenciennois-Charles Nungesser liegt auf dem Gebiet von Trith-Saint-Léger. In der Gemeinde zweigt die Autoroute A23 von der Autoroute A2 ab. 

## Geschichte
Im 11. Jahrhundert wurde der Ort Trith in den Büchern der Grafen von Valenciennes erwähnt.
| Jahr      | 1962 | 1968 | 1975 | 1982 | 1990 | 1999 | 2006 | 2012 | 2021 |
| Einwohner | 7098 | 7612 | 6757 | 5952 | 6208 | 6196 | 6367 | 6393 | 6124 |

## Sehenswürdigkeiten
- Kirche Saint-Martin
- Kirche Saint-Éloi
- Bahnhof Trith-Saint-Léger von 1885

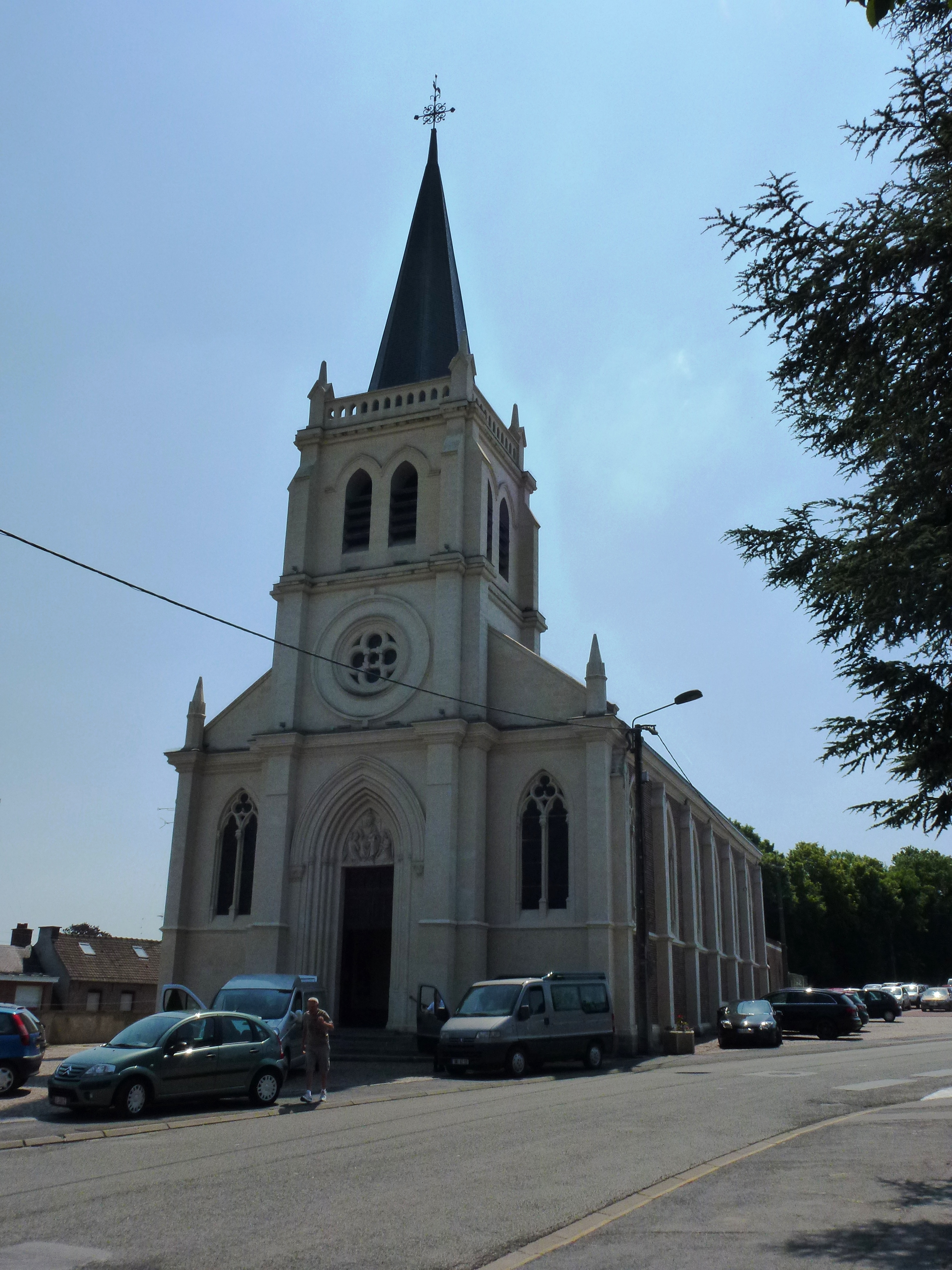
Kirche Saint-Martin
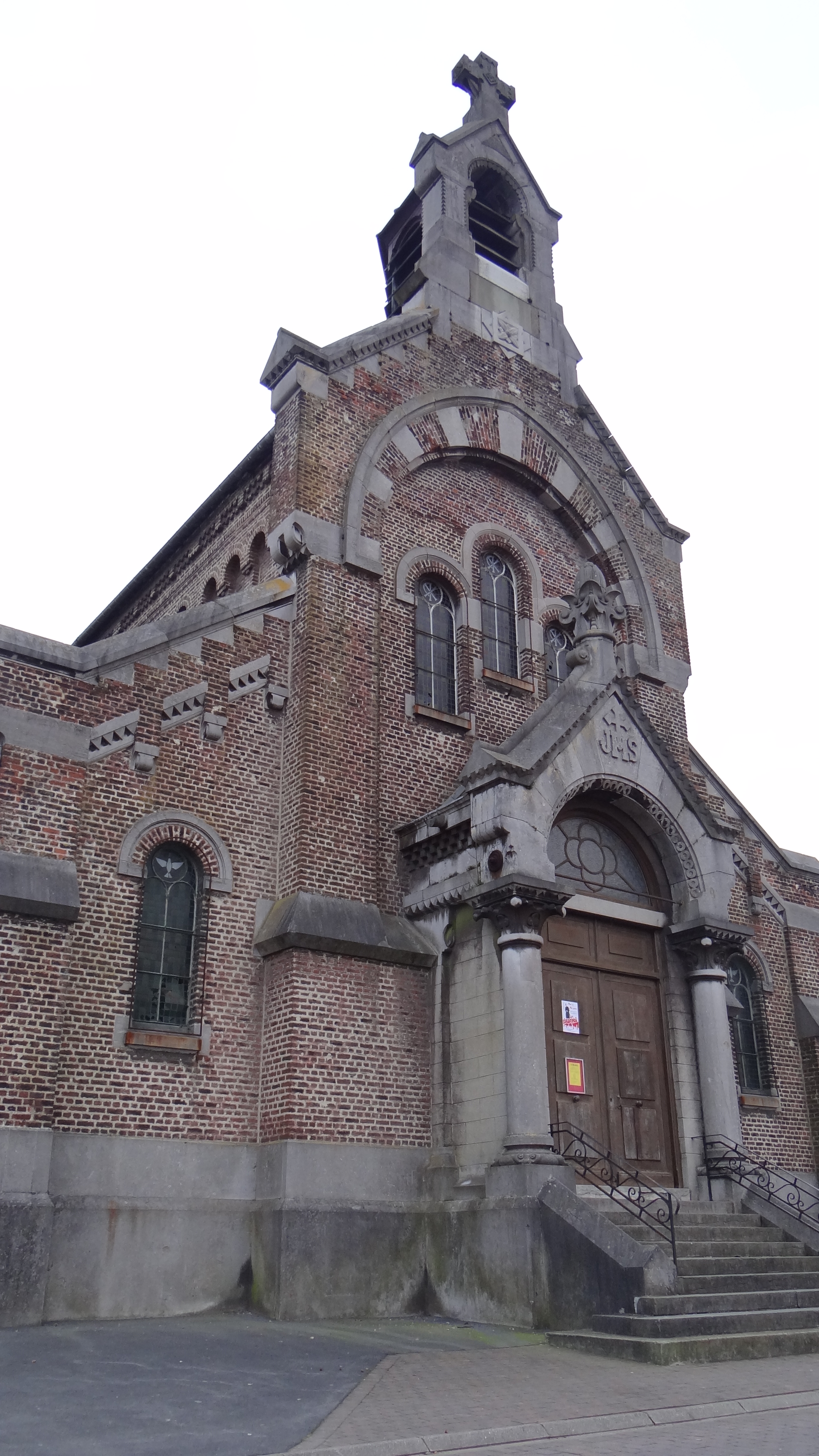
Kirche Saint-Éloi
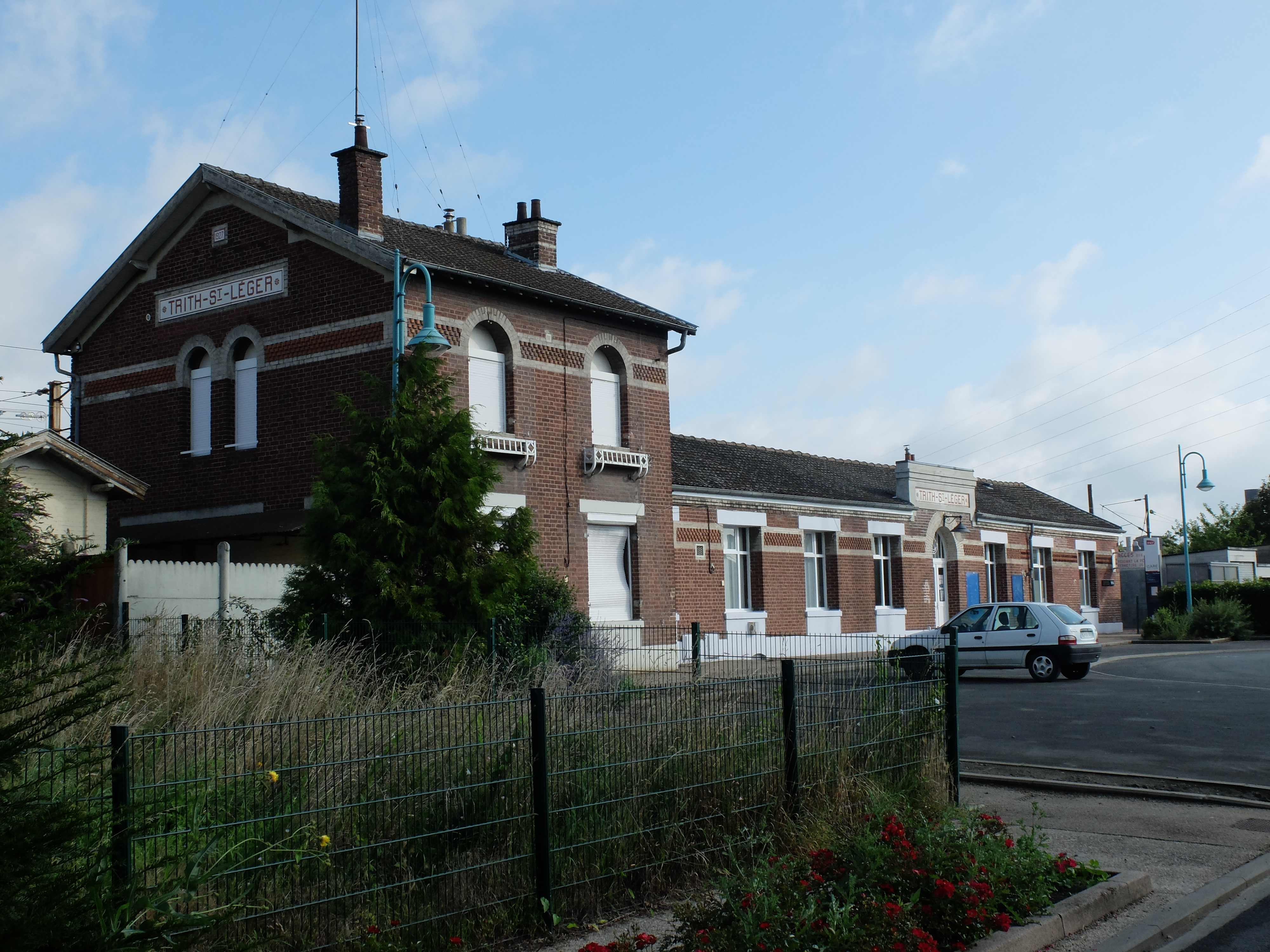
Bahnhof

## Persönlichkeiten
- Frédéric Wallerant (1858–1936), Mineraloge und Kristallograph
- Robert Rigaux (1911–1984), Radrennfahrer
- Aimable Pluchard (1922–1997), Akkordeonist
- Daniel Leclercq (1949–2019), Fußballspieler